# Fort Orange (Nouvelle-Néerlande)
Pour les articles homonymes, voir Fort Orange.

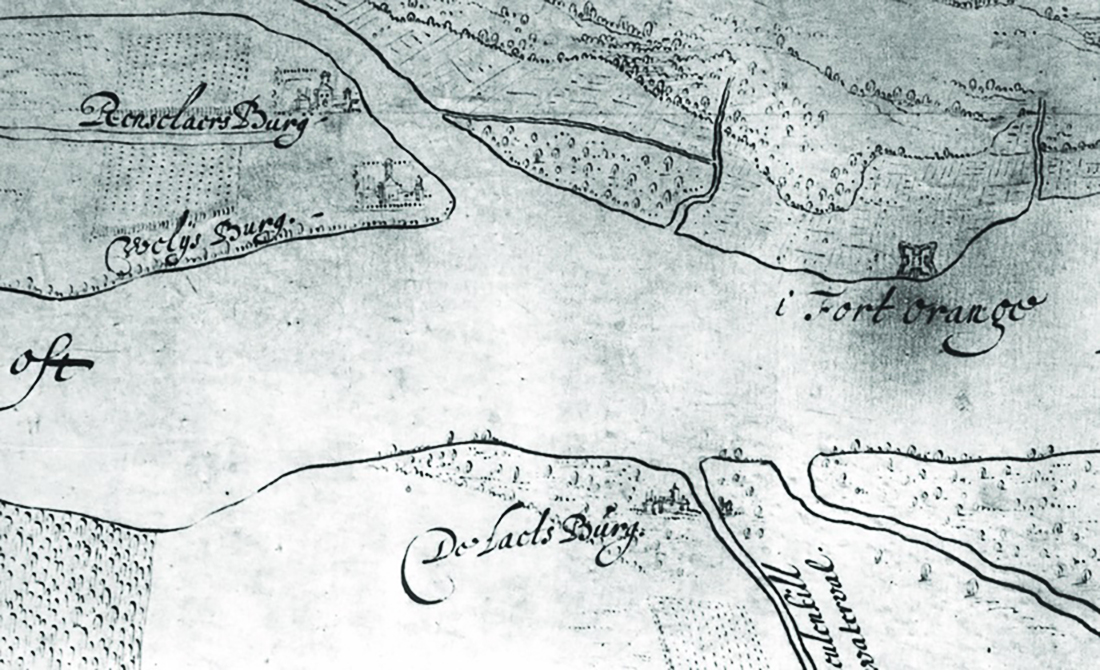
Fort Orange en c1630 (détail de la carte Rensselaerswyck)

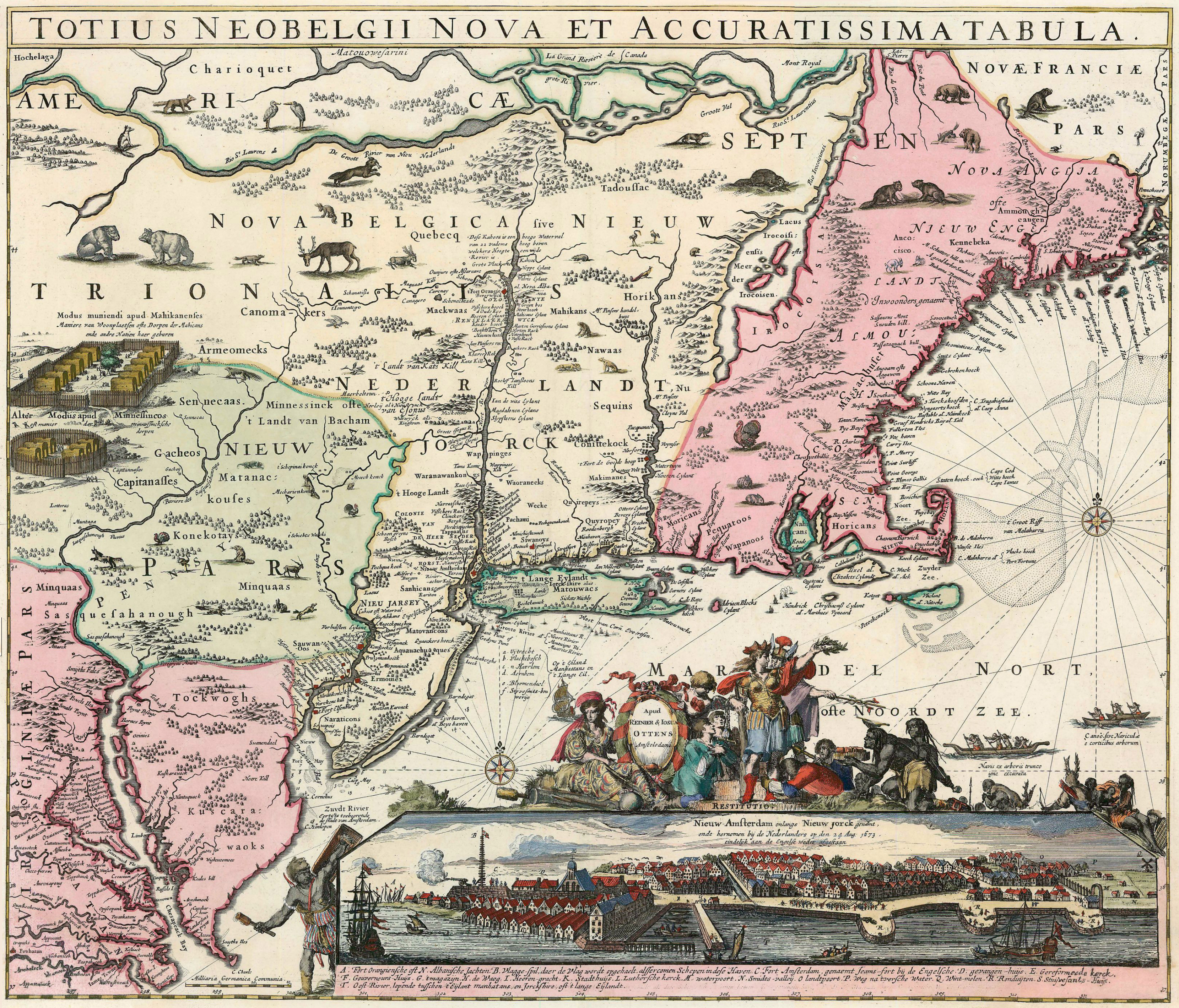
Carte datant de 1725 figurant les colonies et comptoirs européens de la cote Est des États-Unis en 1662.

Fort Orange (« Fort Oranje » en néerlandais et souvent référé tout simplement comme « Orange » en Nouvelle-France) fut une place forte militaire mais surtout commerciale érigée en 1624 par la Compagnie néerlandaise des Indes occidentales pour remplacer le fortin (Fort Nassau (Nord)) qui avait été bâti précédemment sur l'île de Castle (depuis rattachée à la rive) 1614 par des commerçants, sur les abords du fleuve Hudson, dans la banlieue sud-est de l'actuelle ville d'Albany. Par suite d'inondations fréquentes ayant endommagé les fondations en bois, cette construction précédente était tombée rapidement en désuétude et fut définitivement abandonnée en 1617. 
Fort Orange, que les Néerlandais avaient nommé en l'honneur de la Maison princière d'Orange-Nassau, formait l'une des plaques tournantes du commerce des pelleteries en Amérique du Nord du XVIIe siècle. Le fort fut reconstruit, non sur l'île, mais un peu plus au nord, sur la rive ouest de l'Hudson. Aujourd'hui, le fort n'est plus : l'emplacement est maintenant occupé par le « Steamboat Square » de la ville d'Albany.
Complètement entouré du patroonat de Rensselaerswijck, domaine seigneurial octroyé à l'un des actionnaires de la Compagnie, Kiliaen van Rensselaer, le fortin vit, durant les années 1650, l'érection d'un village en sa périphérie : Beverwijck qui devait être rebaptisé Albany à la suite de la conquête anglaise de la Nouvelle-Néerlande en 1664. Lorsque les Néerlandais réoccupèrent la colonie en 1673-74, le bourg prit le nom de Willemstadt durant l'espace d'une année.